# Ladenburg
Ladenburg é uma cidade da Alemanha, localizada no distrito de Rhein-Neckar-Kreis, região administrativa de Karlsruhe, estado de Baden-Württemberg.

## História

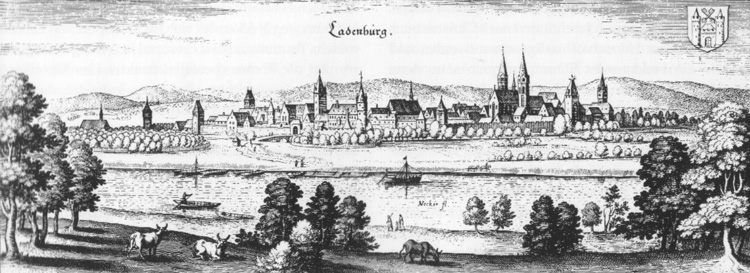
Ladenburg desenhado por Matthäus Merian

A primeira ocupação humana de Ladenburg ocorreu entre os anos 3000 e 200 a.C. Foi inicialmente ocupada pelos celtas, então denominada Lokudunom. Foi posteriormente uma cidade do Império Romano, denominada Lopoduno (em latim: Lopodunum). No ano 98 obteve o status de cidade, conferido pelo imperador Trajano.
Ladenburg foi a principal localidade do Estado Úlpio dos Suevos de Nicrênsio (Civitas Ulpia Sueborum Nicrensium). O ápice de sua povoação ocorreu entre o segundo e o terceiro século, datando desta época as diversas ruínas localizadas no centro da cidade, algumas delas a alguns metros sob o nível do solo.
Ladenburg foi local de residência dos bispos de Worms.